# Гари (Тейковский район)
Гари — деревня в Тейковском районе Ивановской области. Входит в состав Нерльского городского поселения.

## География
Деревня находится в юго-западной части Ивановской области, на расстоянии примерно 24 км (по прямой) к юго-западу от города Тейково, административного центра района.

### Часовой пояс
Деревня Гари, как и вся Ивановская область, находится в часовой зоне МСК (московское время). Смещение применяемого времени относительно UTC составляет +3:00.

## История
Впервые упоминается в 1792 году. В 1859 году в деревне Суздальского уезда Владимирской губернии насчитывалось 15 дворов.

## Население
| 1859 | 1905 | 2010 |
| ---- | ---- | ---- |
| 93   | ↗190 | ↘2   |

### Национальный состав
Согласно результатам переписи 2002 года, в национальной структуре населения русские составляли 100 % из 17 чел.

## Известные уроженцы
- Кулагин, Владимир Васильевич (1934—1973) — советский футболист, тренер.